# Шюрер, Эмиль
Эмиль Шюрер (нем. Emil Schürer, 2 мая 1844, Аугсбург — 30 апреля 1910, Гёттинген) — немецкий протестантский теолог, историк духовной жизни еврейства в эпоху Иисуса Христа.

## Биография
Принадлежал к евангелическому вероисповеданию. Учился в Эрлангене, Берлине, Гейдельберге. С 1873 — экстраординарный профессор в Лейпциге, с 1895 — ординарный профессор в Гёттингене. В 1876 основал журнал Theologische Literaturzeitung, который с 1881 до конца жизни издавал вместе с А. фон Гарнаком.

## Труды
- Schleiermachers Religionsbegriff (1868)
- Lehrbuch der neutestamentlichen Zeitgeschichte (1874)
- Die Gemeindeverfassung der Juden in Rom (1879)
- Die Predigt Jesu Christi in ihrem Verhaltnis zum Alten Testament (1882)
- Geschichte des judischen Volks im Zeitalter Jesu Christi (3 tt., 1886—1890, многократно переиздан)
- Die altesten Christengemeinden im römischen Reich (1894)
- Das messianische Selbstbewusstsein Jesu-Christi (1903)

## Наследие
Основной труд Шюрера был в дополненном и пересмотренном переводе издан на английском языке под редакцией Гезы Вермеша и его коллег (The History of the Jewish People in the Age of Jesus Christ Архивная копия от 29 августа 2016 на Wayback Machine, 1973—1987), получив значительную известность в Великобритании и США.